# Kristina Kristiansen
Kristina Kristiansen (n. 13 iulie 1989, în Høje-Taastrup) este o handbalistă din Danemarca ce joacă pentru clubul Nykøbing Falster Håndboldklub și echipa națională a Danemarcei pe postul de coordonator de joc.

## Carieră
Kristiansen a început să joace handbal de la o vârstă fragedă, cu echipa Roskilde Roar. În 2007 ea s-a alăturat Team Tvis Holstebro (TTH), iar în 2010 și-a prelungit contractul cu această echipă. Cu Holstebro, Kristiansen a promovat în 2009 în principala ligă daneză, iar în sezonul următor a fost declarată cea mai promițătoare handbalistă a anului din prima divizie.
În 2011 ea a ajuns cu TTH în finala Cupei EHF, pierdută în fața conaționalelor de la FC Midtjylland Håndbold. Performanța de a ajunge în finală s-a repetat și în 2013, însă de această dată Kristiansen și coechipierele sale au câștigat trofeul în fața franțuzoaicelor de la Metz Handball. În returul finalei Kristiansen a înscris cele mai multe goluri pentru echipa sa, 12.
În 2013, Kristina Kristiansen a fost votată cea mai bună handbalistă din prima divizie daneză.
Până în decembrie 2014, Kristiansen a jucat în 99 de partide pentru echipa Danemarcei, în care a înscris 270 de goluri. Ea a participat cu naționala Danemarcei la Campionatele Mondiale din 2009, 2011 și 2013. La acesta din urmă handbalista daneză a câștigat medalia de bronz și a înscris 45 de goluri în cele 9 meciuri jucate.
Anterior, Kristiansen a făcut parte din selecționatele daneze de junioare și tineret. Ea a câștigat Campionatul Mondial pentru Junioare în 2006, Campionatul European pentru Tineret în 2007 și a devenit vice-campioană mondială de tineret în 2008.

## Viața privată
Kristiansen și-a făcut publică orientarea sexuală la vârsta de 18 ani. Ea a avut o relație romantică cu handbalista daneză Mette Gravholt. Aceasta a avut o relatie cu fosta ei colega de echipa, Nathalie Hagman

## Palmares
- Campionatul Mondial:
  -  Medalie de bronz: 2013

- Campionatul Mondial pentru Tineret:
  -  Medalie de argint: 2008

- Campionatul Mondial pentru Junioare:
  -  Medalie de aur: 2006

- Campionatul European pentru Tineret:
  -  Medalie de aur: 2007

- Cupa EHF:
  -  Câștigătoare: 2013
  - Finalistă: 2011

## Distincții individuale
- Coordonatorul echipei ideale All-Star Team la Campionatul European: 2014[10]
- Cea mai bună handbalistă din prima divizie: 2013;
- Cea mai promițătoare handbalistă a anului din prima divizie: 2010;